# Vardon Trophy
Die Vardon Trophy ist eine Auszeichnung für Berufsgolfer und wird jährlich von der PGA of America vergeben. Ausgezeichnet wird der Golfer der US PGA Tour, der durchschnittlich pro Runde die wenigsten Schläge benötigt. Hierbei werden nur Spieler berücksichtigt, die mindestens 60 Runden gespielt haben.
Diese Auszeichnung wird seit 1937 vergeben, anfangs nach einem Punktesystem, seit 1947 nach durchschnittlich benötigten Schlägen. Benannt ist sie nach Harry Vardon.
Luke Donald ist der erste Spieler der im selben Jahr beide Geldranglisten gewinnen konnte.
Sieger seit 1988
| Jahr | Name des Golfers | Ø Schläge pro Runde |
| ---- | ---------------- | ------------------- |
| 2022 | Rory McIlroy     | 68,67               |
| 2021 | Jon Rahm         | 69,30               |
| 2020 | Webb Simpson     | 68,98               |
| 2019 | Rory McIlroy     | 69,06               |
| 2018 | Dustin Johnson   | 68,70               |
| 2017 | Jordan Spieth    | 68,85               |
| 2016 | Dustin Johnson   | 69,17               |
| 2015 | Jordan Spieth    | 68,91               |
| 2014 | Rory McIlroy     | 68,83               |
| 2013 | Tiger Woods      | 68,99               |
| 2012 | Rory McIlroy     | 68,87               |
| 2011 | Luke Donald      | 68,86               |
| 2010 | Matt Kuchar      | 69,61               |
| 2009 | Tiger Woods      | 68,05               |
| 2008 | Sergio García    | 69,12               |
| 2007 | Tiger Woods      | 67,79               |
| 2006 | Jim Furyk        | 68,86               |
| 2005 | Tiger Woods      | 68,66               |
| 2004 | Vijay Singh      | 68,84               |
| 2003 | Tiger Woods      | 68,41               |
| 2002 | Tiger Woods      | 68,56               |
| 2001 | Tiger Woods      | 68,81               |
| 2000 | Tiger Woods      | 67,79               |
| 1999 | Tiger Woods      | 68,43               |
| 1998 | David Duval      | 69,13               |
| 1997 | Nick Price       | 68,98               |
| 1996 | Tom Lehman       | 69,32               |
| 1995 | Steve Elkington  | 69,92               |
| 1994 | Greg Norman      | 68,81               |
| 1993 | Nick Price       | 69,11               |
| 1992 | Fred Couples     | 69,38               |
| 1991 | Fred Couples     | 69,59               |
| 1990 | Greg Norman      | 69,10               |
| 1989 | Greg Norman      | 69,49               |
| 1988 | Chip Beck        | 69,46               |

## Harry Vardon Trophy
Die PGA European Tour vergibt ihre eigene, Harry Vardon Trophy genannte, Trophäe alljährlich an den Gewinner der Geldrangliste (ab 2009: Race to Dubai, davor European Tour Order of Merit). Die Auszeichnung ist verbunden mit einer zehnjährigen Spielberechtigung auf der Tour. Sie wird seit dem Jahre 1937 vergeben, also schon lange vor der Gründung der PGA Europaan Tour.
Der Schotte Colin Montgomerie hat die Auszeichnung achtmal erhalten und ist damit der Erfolgreichste vor dem Spanier Severiano Ballesteros, der die Trophäe sechsmal errang.

Titelträger seit 2000
| Jahr | Sieger             | Punkte         |
| ---- | ------------------ | -------------- |
| 2022 | Rory McIlroy       | 4.754          |
| 2021 | Collin Morikawa    | 5.856          |
| 2020 | Lee Westwood       | 3.128          |
| 2019 | Jon Rahm           | 5.898          |
| 2018 | Francesco Molinari | 6.041.521      |
| 2017 | Tommy Fleetwood    | 5.386.955      |
| 2016 | Henrik Stenson     | 5.289.506      |
| 2015 | Rory McIlroy       | 4.727.253      |
| 2014 | Rory McIlroy       | 5.400.700      |
| 2013 | Henrik Stenson     | 4.103.796      |
| Jahr | Sieger             | Verdienst in € |
| 2012 | Rory McIlroy       | 5.519.118      |
| 2011 | Luke Donald        | 5.323.400      |
| 2010 | Martin Kaymer      | 4.461.010      |
| 2009 | Lee Westwood       | 4.237.762      |
| 2008 | Robert Karlsson    | 2.732.748      |
| 2007 | Justin Rose        | 2.944.945      |
| 2006 | Pádraig Harrington | 2.489.337      |
| 2005 | Colin Montgomerie  | 2.794.223      |
| 2004 | Ernie Els          | 4.061.904      |
| 2003 | Ernie Els          | 2.975.374      |
| 2002 | Retief Goosen      | 2.360.127      |
| 2001 | Retief Goosen      | 2.862.806      |
| 2000 | Lee Westwood       | 3.125.146      |